# Hirtzfelden
Hirtzfelden là một xã ở tỉnh Haut-Rhin trong vùng Grand Est ở đông bắc Pháp. Xã này có diện tích km², dân số năm 1999 là người. Khu vực này có độ cao 210 mét trên mực nước biển.